# マックス・マイヤー
マクシミリアン・マイヤー（Maximilian Meyer, 1995年9月18日 - ）は、ドイツ・オーバーハウゼン出身のサッカー選手。FCルツェルン所属。ポジションはミッドフィールダー。

## 経歴
2002年から所属するSCロートヴァイス・オーバーハウゼン、MSVデュースブルクのユースチームを経て、2009年にシャルケ04のユースチームに入団した。
ルイス・ホルトビーの移籍やチームに負傷者が出たことにより2013年にトップチーム昇格。2月16日、1.FSVマインツ05戦でラファエウとの交代途中出場でプロデビューを果たした。
その後全てのシーズンで主力として活躍したが、リオ五輪後にステップアップを求めて移籍を口にするようになる。2017-18シーズン後半にはシャルケから慰留されるもこれを拒否したほか、チームの練習を欠席しクラブと敵対するような行動を見せたため、シャルケ側もマイヤーをトップチームから除外するなどした。シーズン終了後に契約満了で退団した。
2018年8月2日、クリスタル・パレスFCと3年契約を結んだことが発表された。
2021年1月15日、クリスタル・パレスとの契約を解消したことが発表。1月27日に1.FCケルンとシーズン終了までの契約を結んだことが発表された。
2021年9月2日、フェネルバフチェSKと契約した。
2022年8月、FCルツェルンに1年契約で移籍。翌シーズンからはキャプテンマークを巻いた。

## 代表歴
ドイツ代表として各年代でプレーし、2012年、UEFA U-17欧州選手権では3得点を記録しチームを準優勝に導き、自身も得点王と大会MVPを獲得した。
2014年5月13日に行われたポーランド代表との親善試合でA代表初出場を果たした。
2016年、リオデジャネイロオリンピックのメンバーに招集された。

## 個人成績
| クラブ     | 年度    | 背番号 | リーグ | リーグ | カップ | カップ | 欧州カップ | 欧州カップ | 合計 | 合計 |
| クラブ     | 年度    | 背番号 | 出場   | 得点   | 出場   | 得点   | 出場       | 得点       | 出場 | 得点 |
| ---------- | ------- | ------ | ------ | ------ | ------ | ------ | ---------- | ---------- | ---- | ---- |
| シャルケ04 | 2012–13 | 7      | 5      | 0      | 0      | 0      | 1          | 0          | 6    | 0    |
| シャルケ04 | 2013–14 | 7      | 30     | 6      | 2      | 1      | 9          | 0          | 41   | 7    |
| シャルケ04 | 2014–15 | 7      | 28     | 5      | 1      | 0      | 8          | 1          | 37   | 6    |
| シャルケ04 | 2015–16 | 7      | 32     | 5      | 2      | 0      | 7          | 1          | 41   | 6    |
| シャルケ04 | 2016-17 | 7      | 27     | 1      | 3      | 0      | 9          | 1          | 39   | 1    |
| 合計       | 合計    | 合計   | 95     | 16     | 5      | 1      | 25         | 2          | 125  | 19   |

## タイトル

### 代表
- UEFA U-21欧州選手権（2017）

### 個人
- UEFA U-17欧州選手権得点王（2012）
- UEFA U-17欧州選手権最優秀選手（2012）
- UEFA U-21欧州選手権ベストイレブン（2017）
- スーパーリーグ月間最優秀選手賞 : 1回 (2022年10月)[8]

## 代表歴

### 出場大会
- U-17ドイツ代表
  - 2012年 - UEFA U-17欧州選手権（準優勝）
- U-21ドイツ代表
  - 2015年 - UEFA U-21欧州選手権（ベスト4）
  - 2017年 - UEFA U-21欧州選手権（優勝）
- U-23ドイツ代表
  - 2016年 - リオデジャネイロオリンピック（銀メダル）

### 試合数
- 国際Aマッチ 4試合 1得点 (2014年 -　)

| ドイツ代表 | 国際Aマッチ | 国際Aマッチ |
| 年         | 出場        | 得点        |
| ---------- | ----------- | ----------- |
| 2014       | 1           | 0           |
| 2015       | 0           | 0           |
| 2016       | 3           | 1           |
| 通算       | 4           | 1           |

### ゴール
| #  | 開催年月日    | 開催地                                     | 対戦国       | スコア | 結果 | 試合概要    |
| -- | ------------- | ------------------------------------------ | ------------ | ------ | ---- | ----------- |
| 1. | 2016年8月31日 | メンヒェングラートバッハ、ボルシア・パルク | フィンランド | 1–0    | 2–0  | 国際Aマッチ |